# Theofanis Gekas

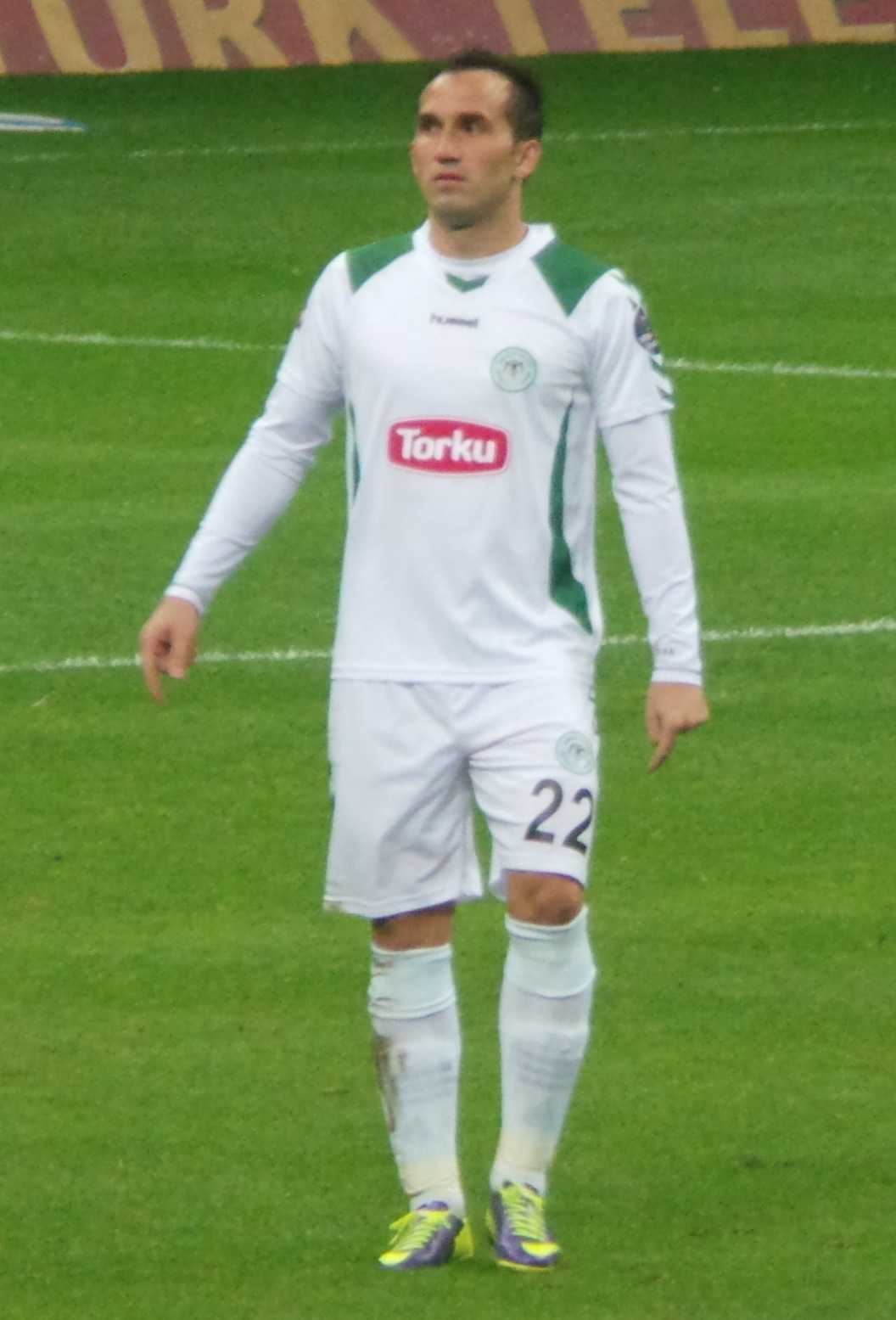
Theofanis Gekas v roce 2013

Theofanis „Fanis“ Gekas (řecky Θεοφάνης Γκέκας; * 23. května 1980, Larisa, Řecko) je bývalý řecký fotbalový útočník. Byl to „fotbalový cestovatel“, prošel celou řadou klubů. Je to také nejlepší střelec řecké Superligy za sezonu 2004/05 (celkem 18 gólů v dresech Kallithea FC a Panathinaikosu) a nejlepší kanonýr 1. německé Bundesligy za sezonu 2006/07 (20 gólů v dresu VfL Bochum).

## Klubová kariéra
Gekas hrál v Řecku za Larissu, Kallitheu a Panathinaikos. Působil v Německu (VfL Bochum, Bayer 04 Leverkusen, Hertha Berlín, Eintracht Frankfurt), v Anglii (Portsmouth FC), Španělsku (Levante UD), Turecku (Samsunspor, Akhisar Belediyespor, Konyaspor) a Švýcarsku (FC Sion).
V sezoně 2004/05 se stal nejlepším střelcem řecké Superligy, dal celkem 18 gólů v dresech Kallithea FC a Panathinaikosu.
V dresu Bochumi se stal s 20 góly nejlepším střelcem 1. německé Bundesligy za sezonu 2006/07.

## Reprezentační kariéra

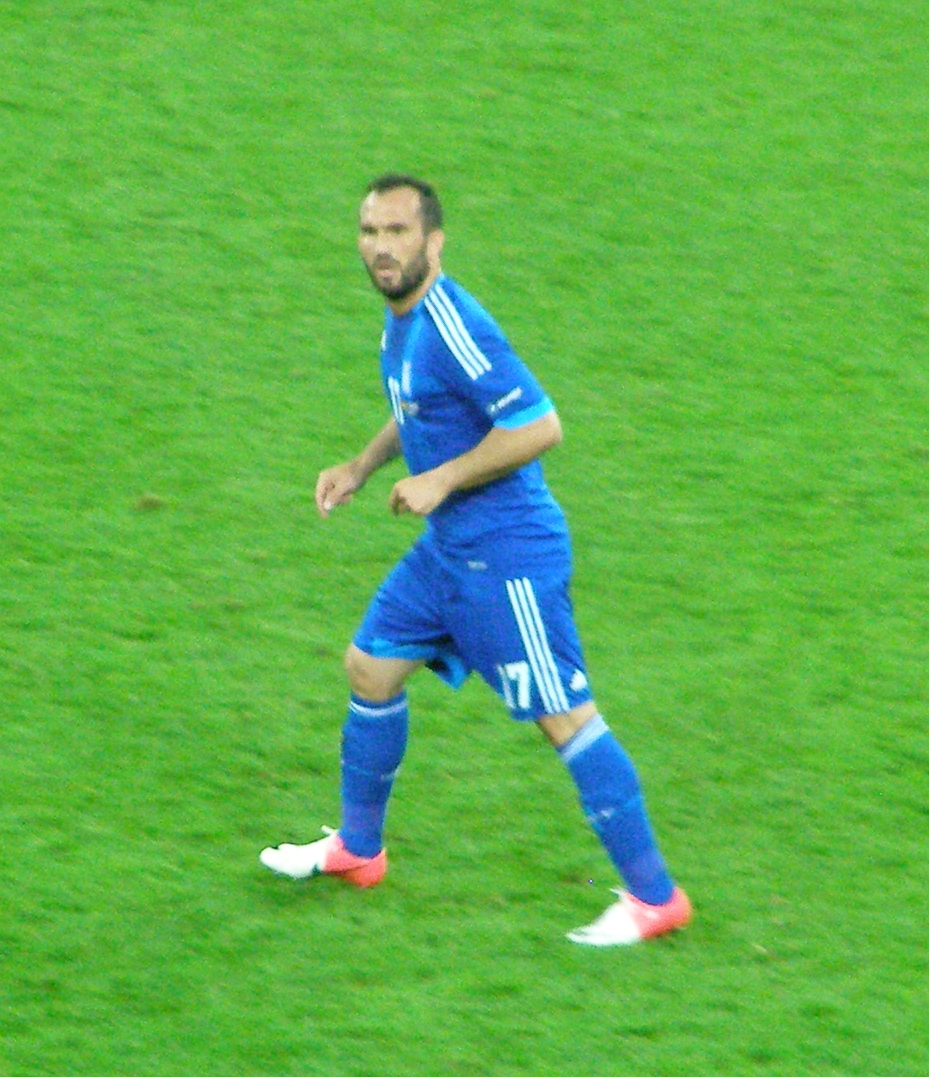
Theofanis Gekas na EURU 2012

V A-mužstvu Řecka debutoval 30. března 2005 proti týmu Albánie. S 10 brankami se stal nejlepším střelcem evropské kvalifikace na MS 2010 před devítigólovými Edinem Džekem z Bosny a Hercegoviny a Angličanem Wayne Rooneym.
Účast Theofanise Gekase na vrcholových turnajích:
- Mistrovství Evropy 2008 v Rakousku a Švýcarsku[4]
- Mistrovství světa 2010 v Jihoafrické republice[5]
- Mistrovství Evropy 2012 v Polsku a na Ukrajině[6] (vyřazení ve čtvrtfinále Německem po výsledku 2:4)
- Mistrovství světa 2014 v Brazílii, kam jej nominoval portugalský trenér Fernando Santos.[7] Zde Řekové dosáhli svého historického maxima. Poprvé na světových šampionátech postoupili do osmifinále (ze základní skupiny C), tam byli vyřazeni Kostarikou v penaltovém rozstřelu poměrem 3:5 (stav po prodloužení byl 1:1). Právě Gekas jako jediný z řeckých exekutorů svůj pokus v rozstřelu neproměnil.[8]